# Rue Montcabrier
Pour les articles homonymes, voir Montcabrier.
La rue Montcabrier (en occitan : carrièra Montcabrier) est une voie de Toulouse, chef-lieu de la région Occitanie, dans le Midi de la France.

## Situation et accès

### Description
La rue Montcabrier est une voie publique. Elle se trouve dans le quartier de Marengo-Jolimont.
Elle naît perpendiculairement au boulevard de Marengo, dans le prolongement de la rue René-Leduc. Longue de 347 mètres, orientée au sud-est, elle s'élève progressivement, en suivant le coteau du Calvinet, de 152 à 175 mètres d'altitude. Elle rencontre, successivement, la rue Saint-Gilles, la rue Moiroud, puis la rue du Dix-Avril, la rue Honoré-Reille et la rue Calvet. Elle se termine de l'impasse de Montcabrier, de la rue de l'Obélisque et de l'avenue de la Colonne. 
La chaussée compte une seule voie de circulation automobile, en sens unique entre le boulevard de Marengo et la rue Honoré-Reille, et à double-sens sur le reste du parcours jusqu'à l'avenue de la Colonne. Elle appartient à une zone 30 et la vitesse y est limitée à 30 km/h. Il n'existe ni bande, ni piste cyclable, quoiqu'elle soit à double-sens cyclable.

### Voies rencontrées
La rue Montcabrier rencontre les voies suivantes, dans l'ordre des numéros croissants (« g » indique que la rue se situe à gauche, « d » à droite) :
1. Boulevard de Marengo
2. Rue Saint-Gilles (g)
3. Rue Moiroud (d)
4. Rue du Dix-Avril
5. Rue Honoré-Reille
6. Rue Calvet (g)
7. Impasse de Montcabrier (g)
8. Rue de l'Obélisque (g)
9. Avenue de la Colonne (d)

## Odonymie
La rue est nommée, lorsqu'elle est ouverte en 1858, rue Traversière-du-Dix-Avril : elle est effectivement voisine de la rue du Dix-Avril, percée la même année et nommée en commémoration de la bataille du 10 avril 1814. 
C'est en 1866 que le conseil municipal lui attribua son nom actuel, en hommage à Henri de Peytes de Montcabrier (1766-1833). Né à Toulouse, au sein de la famille de Peytes, qui porte le nom de la seigneurie de Montcabrier, il s'engage dans la Marine et sert sous Louis XVI, la République, l'Empire, puis Louis XVIII, terminant sa carrière avec le grade de contre-amiral.

## Patrimoine et lieux d'intérêt

### Maisons
- no  16 : maison toulousaine. 
La maison toulousaine, construite dans la deuxième moitié du XIXe siècle, est bâtie en brique, à l'angle de la rue du Dix-Avril. Elle s'élève sur deux niveaux, séparés par une corniche. L'élévation est couronnée par une large corniche moulurée[3].

- no  27 : maison (1926, Barthélémy Guitard et Jean Valette)[4].

- no  30 : maison toulousaine. 
La maison toulousaine est construite dans la deuxième moitié du XIXe siècle. Elle se développe sur quatre travées et s'élève sur trois niveaux. Le sous-sol semi-enterré est bâti en assises alternées de briques et de galets. Le rez-de-chaussée surélevé est mis en valeur par appareil de briques soigné. Il est éclairé par des fenêtres rectangulaires, dont l'appui est en brique claire, et surmontées de corniches. Le comble à surcroît est percé d'ouvertures dont l'ornement est également en brique claire. L'élévation est couronnée par une large corniche moulurée[5].

- no  32 : maison toulousaine (deuxième moitié du XIXe siècle)[6].
- no  33 : maison (1981, Bernard Bachelot)[7].
- no  42 : maison toulousaine (premier quart du XXe siècle)[8].

### Jardin Charles-Gaspard

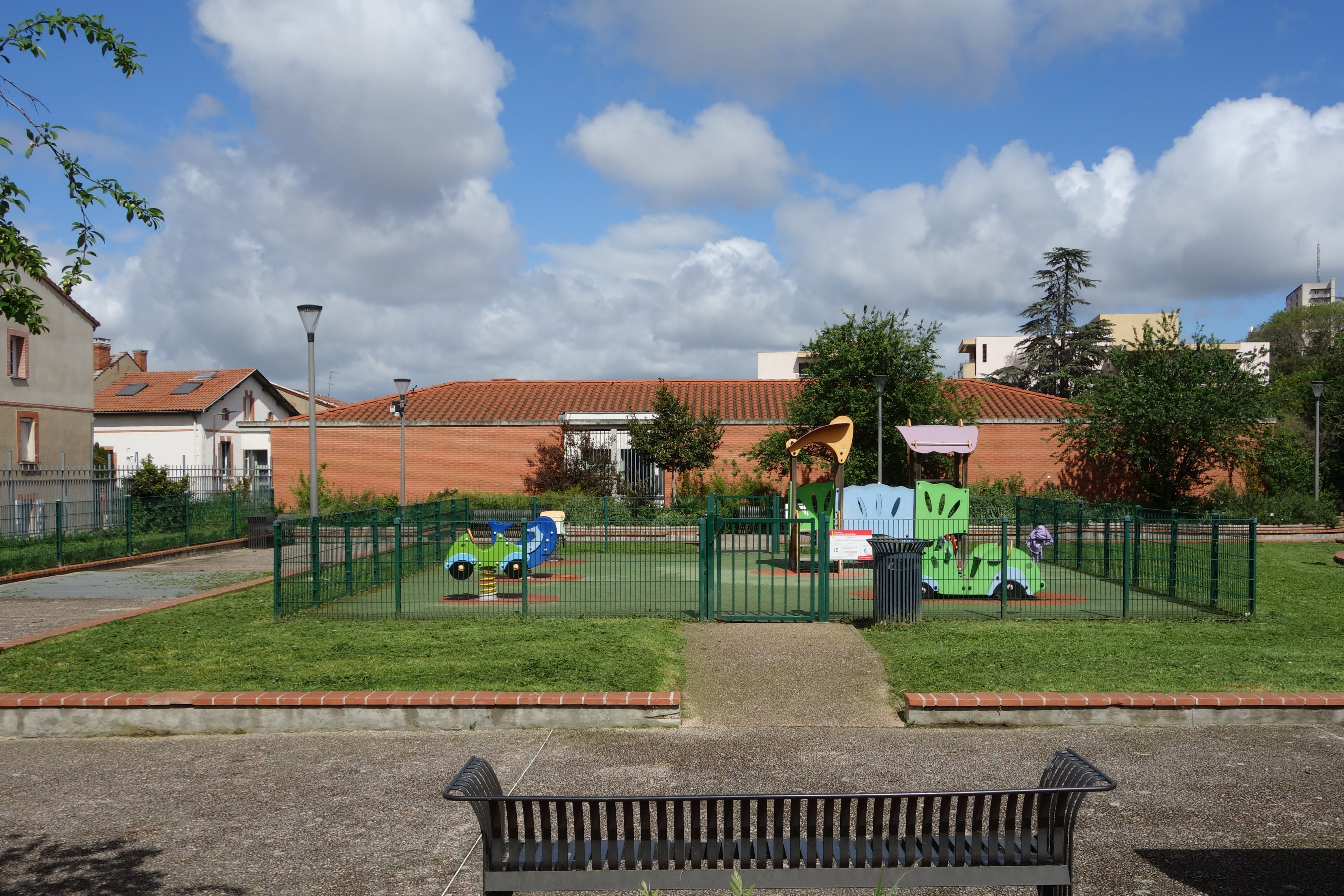
no 25 bis : le jardin Charles-Gaspard.

Le jardin Charles-Gaspard est aménagé en 2002, en même temps que la nouvelle école maternelle Reille-Monge (actuel no 4 bis rue Honoré-Reille), à l'emplacement d'anciens réservoirs. Il occupe un espace de 2 290 m² laissé libre à l'angle de l'avenue de la Colonne, et accessible également depuis la rue Montcabrier (actuel no 25 bis). Il compte une aire de jeux pour enfants.
En 2007, il est nommé d'après Charles Gaspard (1925-2006), historien local qui habitait la rue Saint-Sylve,.